# Preston (Minnesota)
Preston é uma cidade localizada no estado americano de Minnesota, no Condado de Fillmore.

## Demografia
Segundo o censo americano de 2000, a sua população era de 1426 habitantes.
Em 2006, foi estimada uma população de 1354, um decréscimo de 72 (-5.0%).

## Geografia
De acordo com o United States Census Bureau tem uma área de
6,1 km², dos quais 6,1 km² cobertos por terra e 0,0 km² cobertos por água. Preston localiza-se a aproximadamente 292 m acima do nível do mar.

## Localidades na vizinhança
O diagrama seguinte representa as localidades num raio de 16 km ao redor de Preston.